# رسلان أوديزيف
رسلان أناتوليفيتش أوديزيف  (الروسية: Руслан Анатольевич Одижев)، (ولد في 5 ديسمبر 1973 - وتوفي في 27 يونيو 2007) هو مواطن روسي اُعتقل خارج نطاق القانون من قِبل الولايات المتحدة في معتقل غوانتانامو في كوبا. رقم الاعتقال التسلسلي كان 211.

## حياته
ولد في جمهورية قبردينو-بلقاريا جنوب روسيا. انفصل أبواه عندما كان في السادسة من عمره، وانتقل للعيش مع والدته. في سن 18 التحق بالمعهد الإسلامي. درس هناك سنة واحدة قبل أن ينضم إلى اتحاد شباب القوقاز الذين قاتلوا في أبخازيا ضد جورجيا في عام 1992. وبعد عام واحد عاد إلى المعهد الإسلامي ولكن سرعان ما ترك الدراسة وذهب للدراسة في جامعة الإمام محمد بن سعود الإسلامية في الرياض بالسعودية. ثم عاد في 1994.
في مايو 2000 اُقتيد بعيدا عن المنزل من قبل رجال ملثمين للاستجواب، وأطلق سراحه بعد عشرة أيام.
تقول والدته أنه ذهب إلى باكستان لاستكمال الدراسة الدينية. ولكن أُخذ كأسير حرب من قبل القوات الأمريكية، وأرسل إلى سجن غوانتانامو.
في 27 فبراير عام 2004 تم تسليمه لروسيا مع ستة أشخاص روس آخري منهم رسول كوداييف. تم إرسالهم إلى أحد السجون في بياتيغورسك بتهم. في يونيو 2004  تم إخلاء سبيلهم.
أصبح رسلان مقربًا من أنزور أستيميروف زعيم المقاومة الإسلامية في قبردينو - بلقاريا.
في 14 يونيو عام 2006 تم إدارج رسلان ضمن قائمة المتهمين في هجوم  نالتشيك 2005، والتي نشرت على الإنترنت من قبل وزارة الداخلية في قبردينو-بلقاريا. ووفقًا للشرطة كان رسلان على رأس مجموعة من المقاتلين الذين هاجموا مقر أومون.
في 27 يونيو 2007 قالت الشرطة أن رسلان قتل في وسط مدينة نالتشيك في اشتباكات مع الشرطة.
بينما قال «جيدر دزمال» من اللجنة الإسلامية في روسيا أن لم يقتل في اشتباك بل تم القبض عليه حيًا.